# Rassvet (Estación Espacial Internacional)
El Rassvet (en ruso: Рассве́т, lit. 'Amanecer'), también conocido como MRM 1 (en inglés: Mini-Research Module 1, lit. 'Mini-Módulo de Investigación 1'; en ruso: Малый исследовательский модуль o МИМ 1) y anteriormente conocido como Módulo de Carga y Acoplamiento o DCM (en inglés: Docking Cargo Module), es un componente de la Estación Espacial Internacional (EEI). El diseño del módulo es similar al Mir Docking Module lanzado en la STS-74 en 1995. Rassvet se utiliza principalmente como almacén y para acoplar naves visitantes. Fue transportado a la estación el 14 de mayo de 2010 a bordo de la misión del transbordador STS-132 y conectado a la EEI el 18 de mayo de 2010.  La escotilla que conecta el Rassvet con la EEI se abrió por primera vez el 20 de mayo de 2010. El 28 de junio de 2010, la nave Soyuz TMA-19 realizó el primer acoplamiento con el módulo.

## Detalles

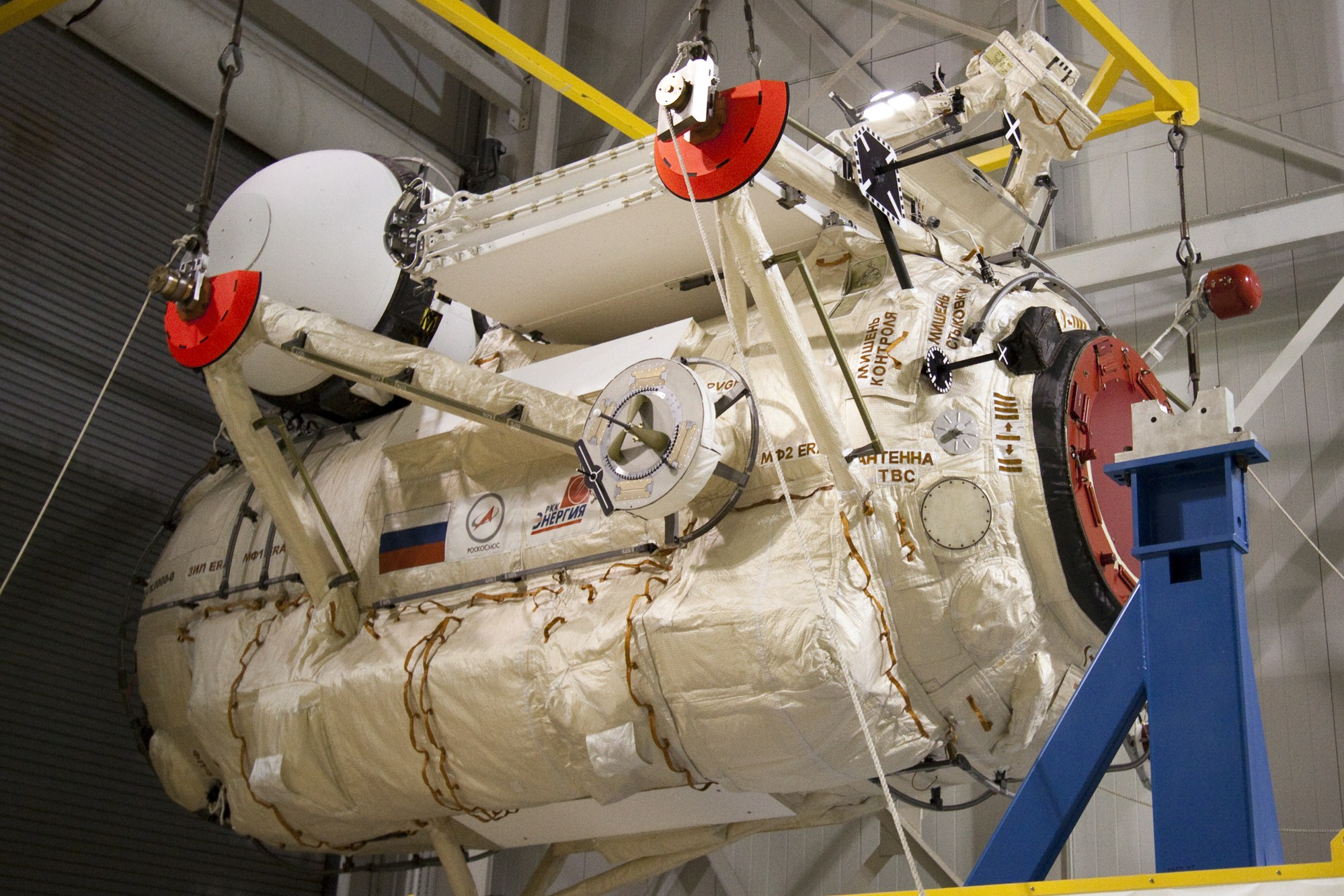
Rassvet en la Space Station Processing Facility (SSPF) del Kennedy Space Center

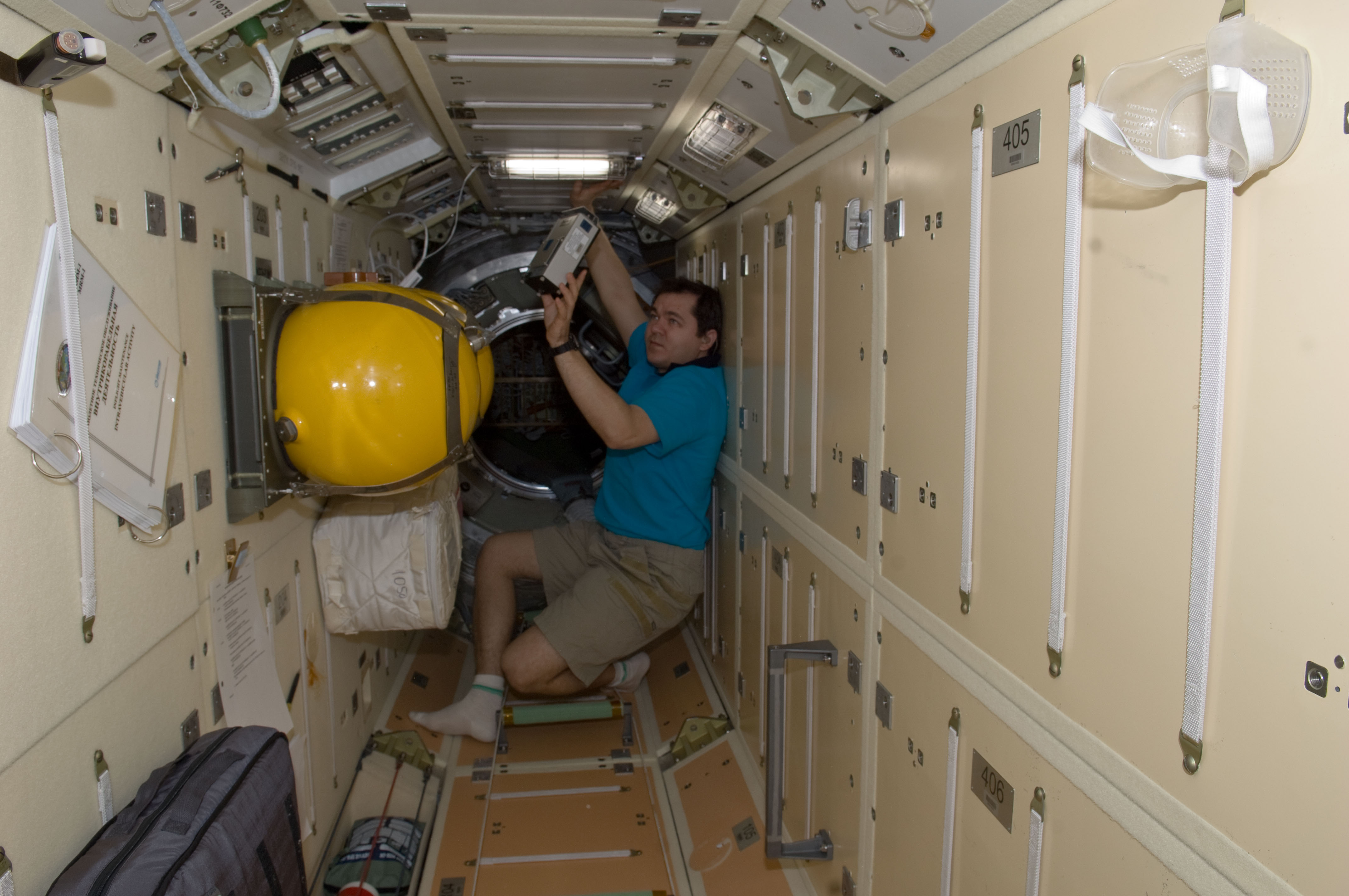
Una vista del interior del Rassvet

Rassvet fue acoplado al puerto nadir del Zarya con la ayuda del Canadarm2. Rassvet también llevó en el exterior equipamiento de la NASA para el Módulo de Laboratorio Multipropósito Nauka (MLM), una junta de repuesto para el Brazo Robótico Europeo, la esclusa de experimentos del Nauka para lanzar cubesats, y un radiador. Con la entrega del Rassvet la NASA cumplió su promesa de enviar 1.4 toneladas de material para equipar el MLM.
Rassvet tiene dos puertos de acople, una se conecta con el puerto nadir del Zarya, y la otra aporta un puerto de acople para naves Soyuz o Progress. Cumple la función del Módulo de Carga y Acoplamiento del diseño original de la EEI. Rusia anunció la cancelación del último de los dos Russian Research Module planeados cuando anunció los planes para el Rassvet.

## Planteamiento inicial
El plan inicial de la EEI incluía un Módulo de Almacenamiento y Acoplamiento (DSM). Este elemento ruso aportaría instalaciones para almacenaje y un puerto de acople adicional, y se habría lanzado a la estación en un cohete Protón. El DSM se habría ubicado en el puerto nadir del Zarya, en dirección a la Tierra. Habría sido similar en tamaño y forma al módulo Zarya.
El DSM fue cancelado debido a los límites presupuestarios rusos durante un tiempo, pero su diseño fue modificado para pasar a ser el Módulo de Carga y Acoplamiento (Rassvet) que se conectaría al mismo puerto del Zarya y cumpliría funciones muy similares. Durante el periodo de cancelación se propuso acoplar un Módulo Multi Propósito (MPM) llamado Enterprise al Zarya, y más tarde también se propuso el Módulo de Laboratorio Multipropósito (MLM) para ocupar ese lugar, pero el Enterprise terminó siendo cancelado y el MLM finalmente será acoplado al puerto nadir del Zvezda.

## Propósito
Rassvet fue diseñado como una solución a dos problemas con los que se encontraban en la EEI:
- NASA tenía un contrato para llevar equipamiento del MLM al espacio.
- La superposición de los vuelos de las naves Progress, Soyuz, y ATV resaltó la necesidad de tener cuatro puertos de acople rusos disponibles. La cancelación ambos módulos de investigación rusos significaba que la EEI se quedaría con solo tres puertos tras la instalación del Permanent Multipurpose Module en 2011, que anularía el puerto nadir del Zarya.

Rassvet resolvía ambos problemas. La NASA no tendría que realizar otro vuelo para acomodar el equipamiento del MLM, ya que lo podría colocar en el exterior del MRM-1. La EEI tendría cuatro puertos en el segmento ruso: el trasero del Zvezda, el de babor del Pirs, más adelante el MLM (en el nadir del Zvezda), el del MRM-2 (en el cénit del Zvezda), y el del MRM-1 (en el nadir del Zarya). Por lo tanto, la cancelación del Módulo de Investigación ruso no tendría un efecto tan grande sobre el conjunto del programa.

## Diseño y construcción

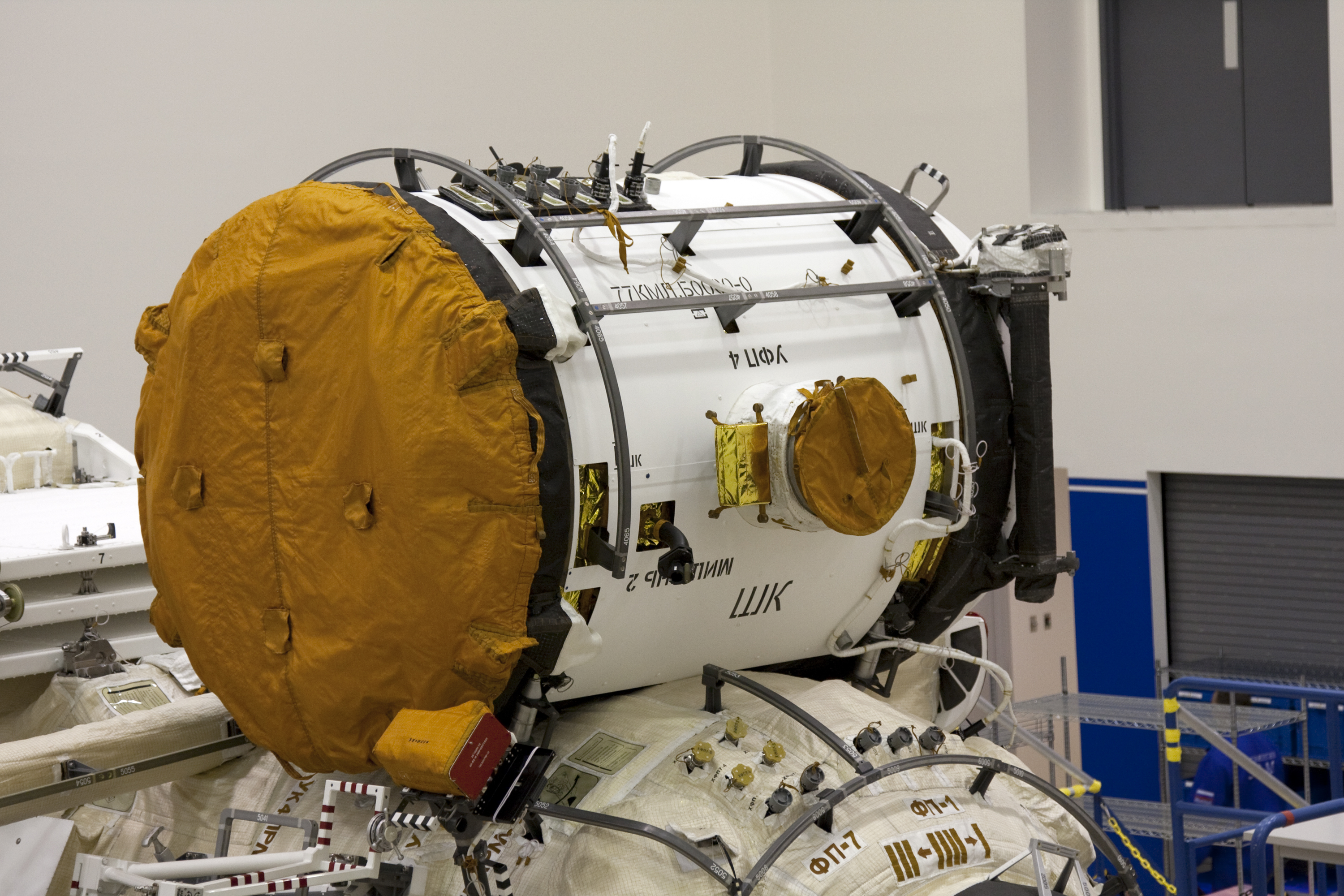
La esclusa de experimentos en el módulo Rassvet.

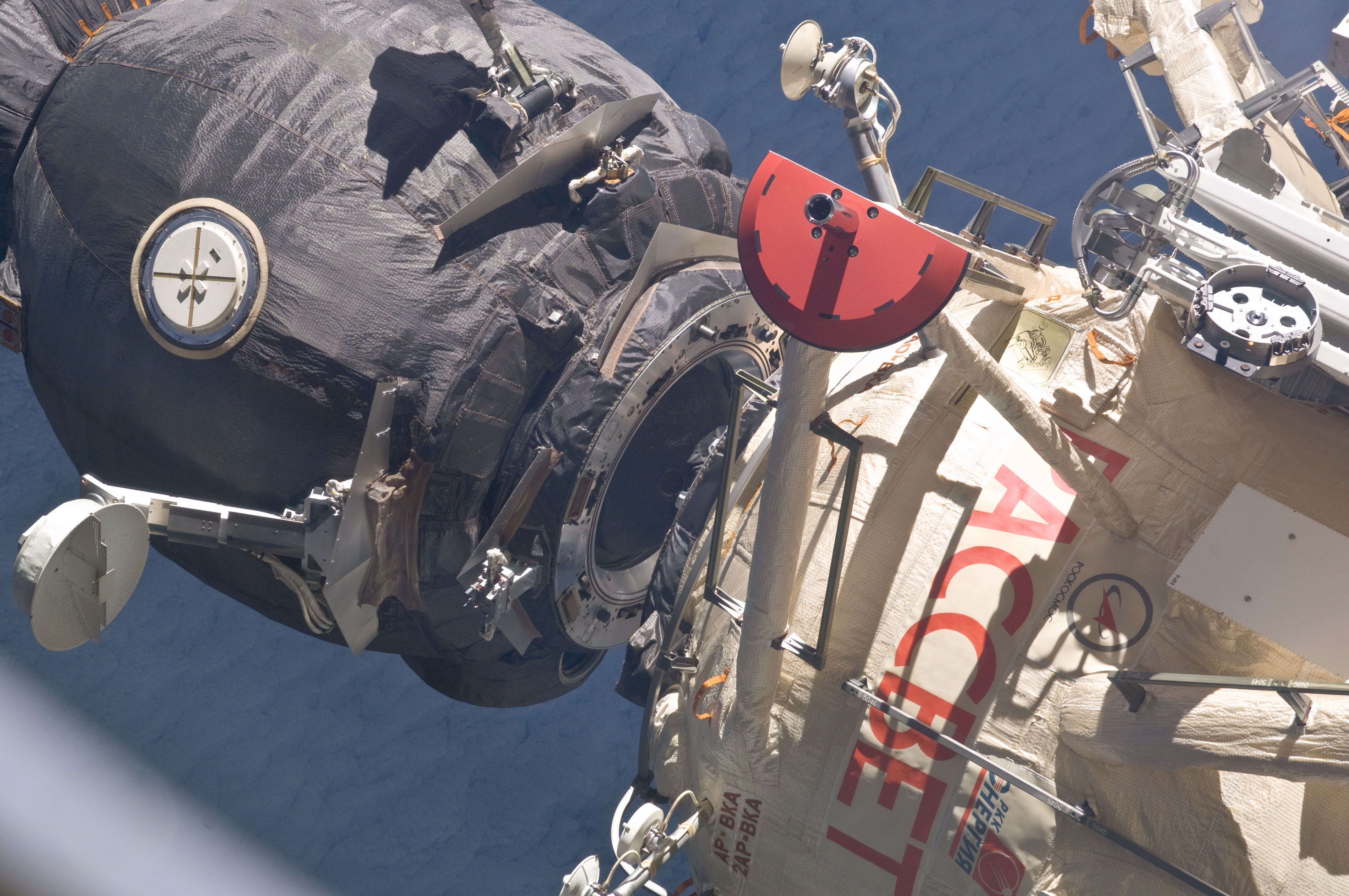
La nave Soyuz TMA-19 se acopla al Rassvet MRM 1.

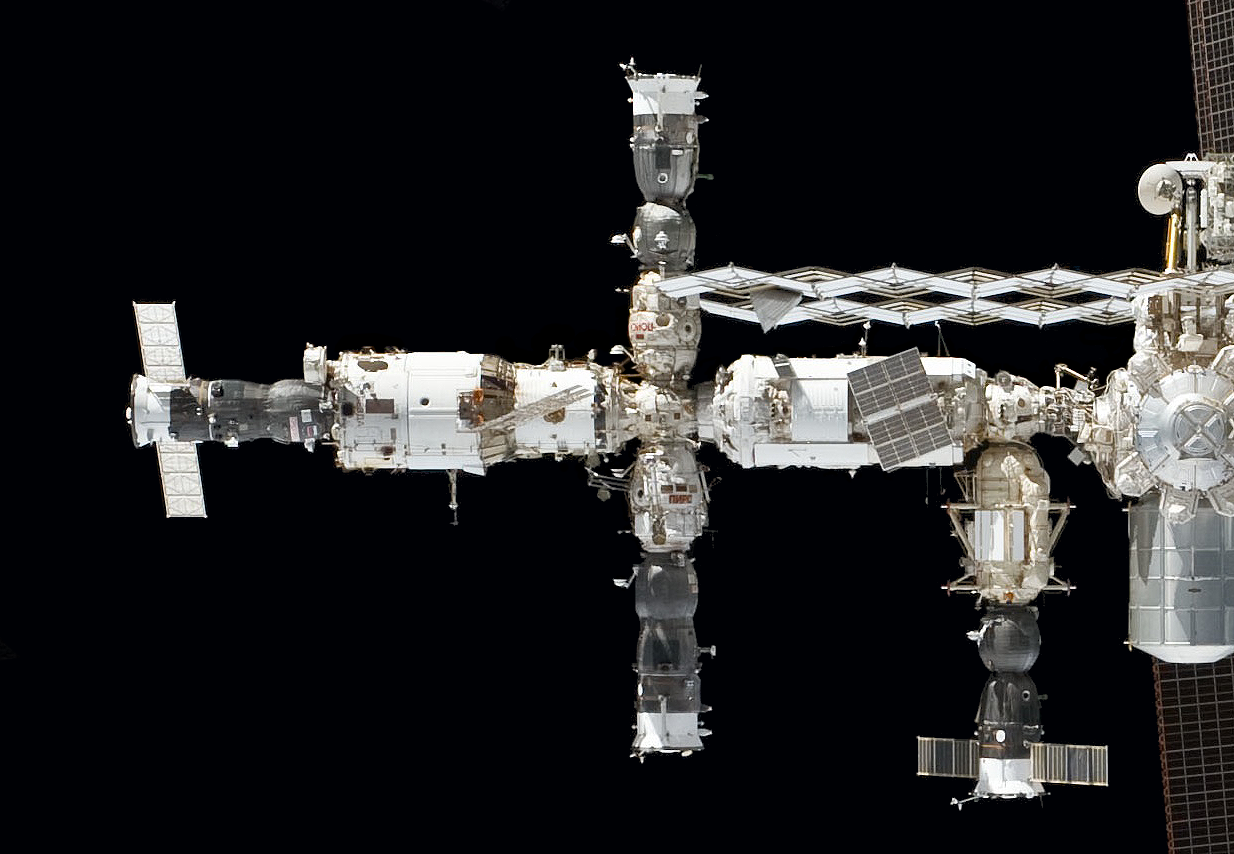
El Segmento Orbital Ruso visto desde el STS-135 a su marcha en julio de 2011 con (en el sentido de las agujas del reloj desde la izquierda) una Progress, dos Soyuz, y otra Progress acoplada. Visto desde el estribor mirando hacia babor con el cénit hacia arriba se puede observar el Rassvet acoplado al puerto nadir del Zarya.

El módulo fue diseñado y construido por la S.P. Korolev Rocket and Space Corporation Energia, partiendo del casco existente construido para las pruebas dinámicas del cancelado Science Power Platform.
El 17 de diciembre de 2009, un Antonov An-124 que llevaba el Rassvet y el equipamiento necesario para las tareas previas al lanzamiento aterrizó en el Kennedy Space Center en Florida. Tras ser descargado, el equipamiento fue entregado a una instalación de Astrotech donde los especialistas de Energia continuaron con las tareas previas al lanzamiento, completando pruebas eléctricas y de filtraciones del módulo y la esclusa. También prepararon el radiador y la esclusa para su instalación en el exterior del Rassvet. El módulo fue trasladado a la Space Station Processing Facility de la NASA el 2 de abril de 2010 y tras completar los toques finales, el 5 de abril de 2010 se colocó en el vehículo que lo transportaría al transbordador. El módulo llegó al LC-39A el 15 de abril de 2010.
Los ingenieros en la Plataforma de Lanzamiento 39A habían observado que se desprendía pintura del módulo mientras preparaban el Transbordador Espacial Atlantis. Aunque se declaró que el problema no tendría ningún impacto en la operación del Rassvet, si presentaba un riesgo de contaminar la órbita.

## Naves visitantes
| Insignia     | Nave                        | Acople                            | Desacople                         |
|              | Soyuz TMA-19                | 28 de junio de 2010 03:38 UTC     | 26 de noviembre de 2010 01:23 UTC |
|              | Soyuz TMA-20                | 17 de diciembre de 2010 20:12 UTC | 23 de mayo de 2011 21:35 UTC      |
|              | Soyuz TMA-02M               | 9 de junio de 2011 21:18 UTC      | 21 de noviembre de 2011 23:00 UTC |
|              | Soyuz TMA-03M               | 23 de diciembre de 2011 15:19 UTC | 1 de julio de 2012 04:48 UTC      |
|              | Soyuz TMA-05M               | 17 de julio de 2012 04:51 UTC     | 18 de noviembre de 2012 22:26 UTC |
|              | Soyuz TMA-07M               | 21 de diciembre de 2012 14:09 UTC | 13 de mayo de 2013 23:08 UTC      |
|              | Soyuz TMA-09M               | 29 de mayo de 2013 02:10 UTC      | 10 de noviembre de 2013 23:26 UTC |
|              | Soyuz TMA-11M               | 7 de noviembre de 2013 10:27 UTC  | 13 de mayo de 2014 22:36 UTC      |
|              | Soyuz TMA-13M               | 29 de mayo de 2014 19:57 UTC      | 10 de noviembre de 2014 00:31 UTC |
|              | Soyuz TMA-15M               | 23 de noviembre de 2014 01:01 UTC | 11 de junio de 2015 10:20 UTC     |
|              | Soyuz TMA-17M               | 23 de junio de 2015 02:45 UTC     | 11 de diciembre de 2015 09:49 UTC |
|              | Soyuz TMA-19M               | 15 de diciembre de 2015 17:33 UTC | 18 de junio de 2016 05:52 UTC     |
| align=center | align=center \| Soyuz MS-01 | 9 de julio de 2016 04:12 UTC      | 30 de octubre de 2016 03:58 UTC   |
| align=center | align=center \| Soyuz MS-03 | 19 de noviembre de 2016 21:58 UTC | 2 de junio de 2017 10:47 UTC      |
| align=center | align=center \| Soyuz MS-05 | 28 de julio de 2017 21:54 UTC     | 14 de diciembre de 2017 05:14 UTC |
| align=center | align=center \| Soyuz MS-07 | 19 de diciembre de 2017 08:39 UTC | 3 de junio de 2018 09:16 UTC      |
| align=center | align=center \| Soyuz MS-09 | 8 de junio de 2018 13:01 UTC      | 20 de diciembre de 2018 01:42 UTC |
| align=center | align=center \| Soyuz MS-12 | 15 de marzo de 2019 01:01 UTC     | 3 de octubre de 2019 07:37 UTC    |
| align=center | align=center \| Soyuz MS-17 | 14 de octubre de 2020 08:48 UTC   | TBD                               |

## Galería

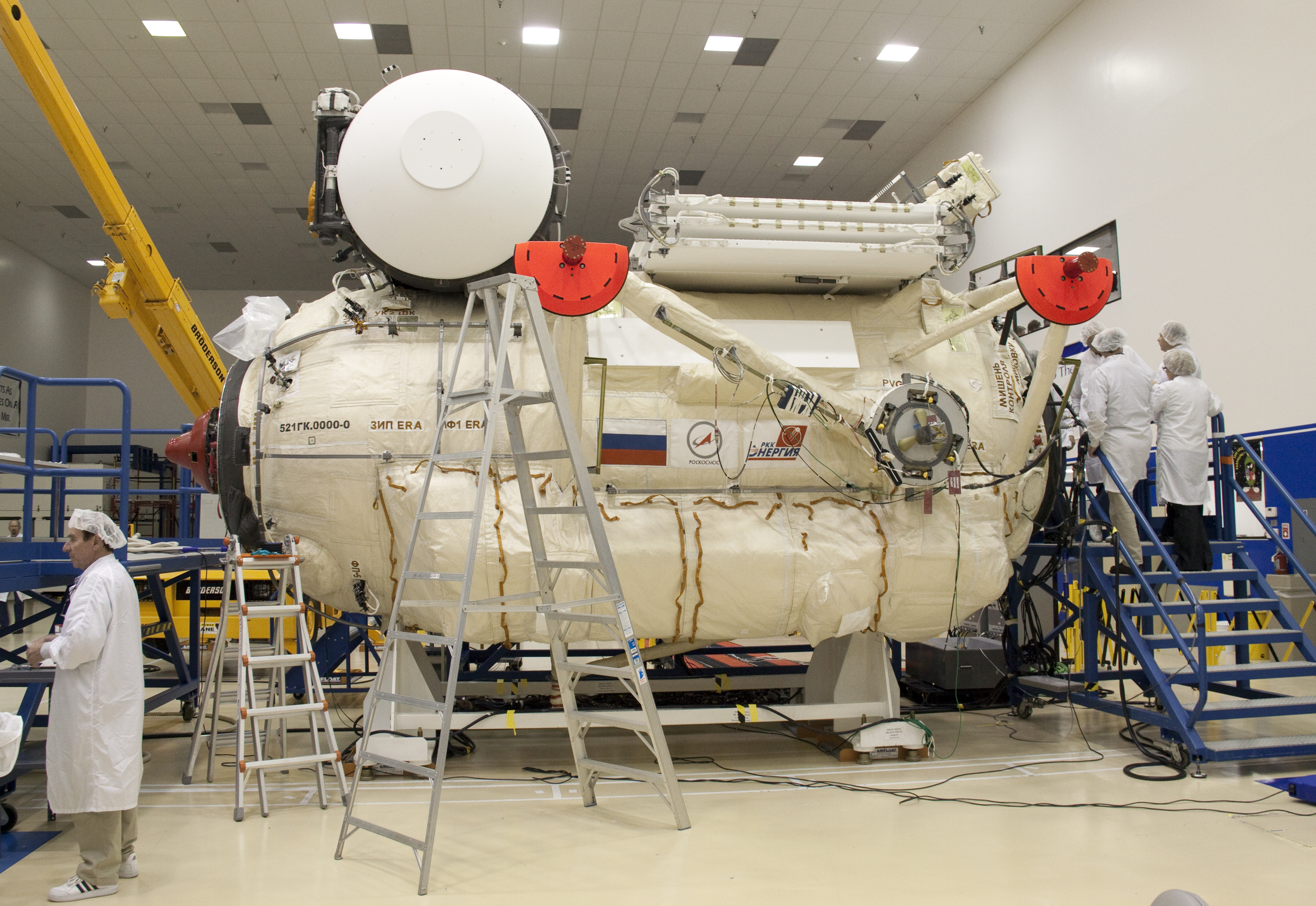
MRM-1 en las instalaciones de Astrotech
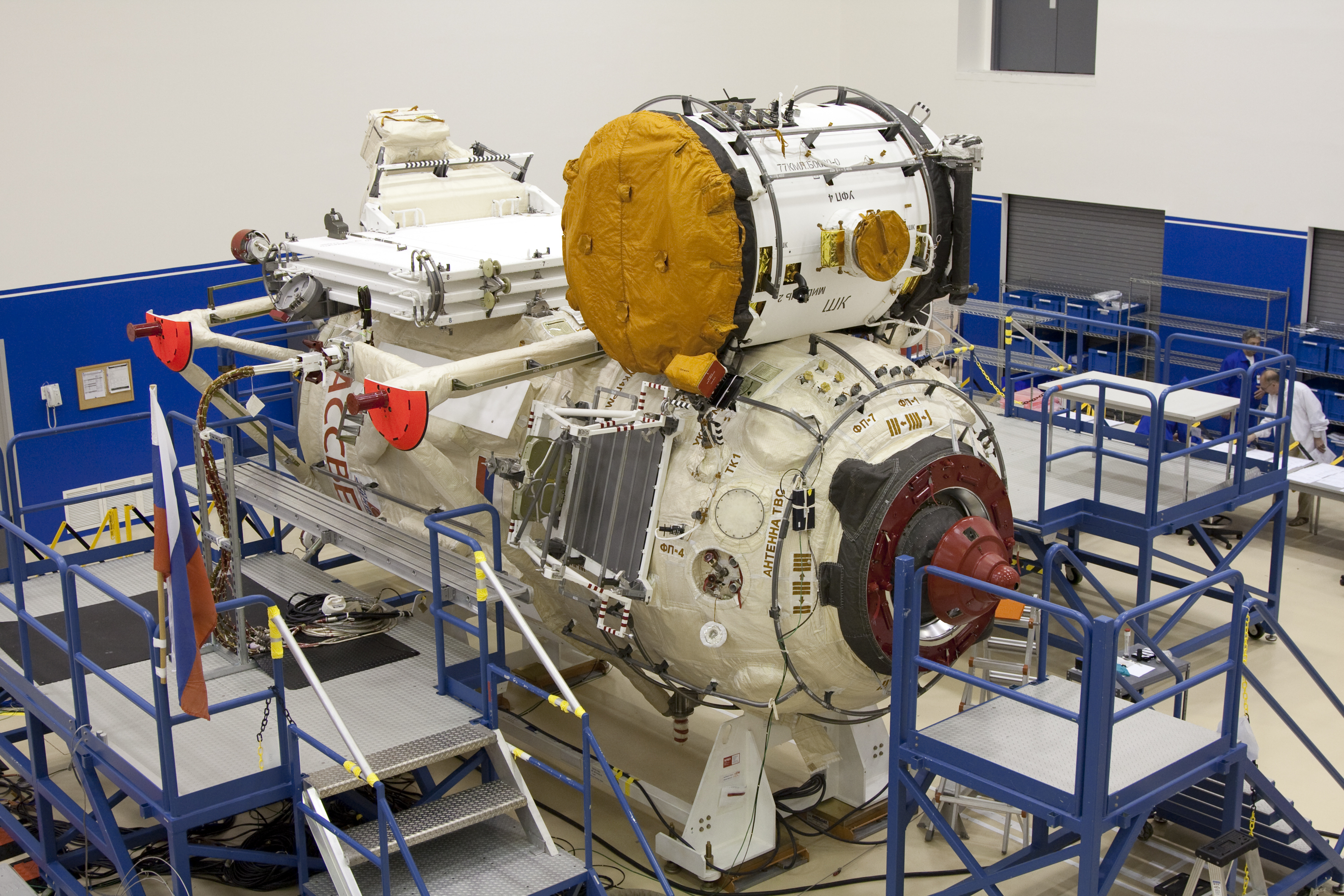
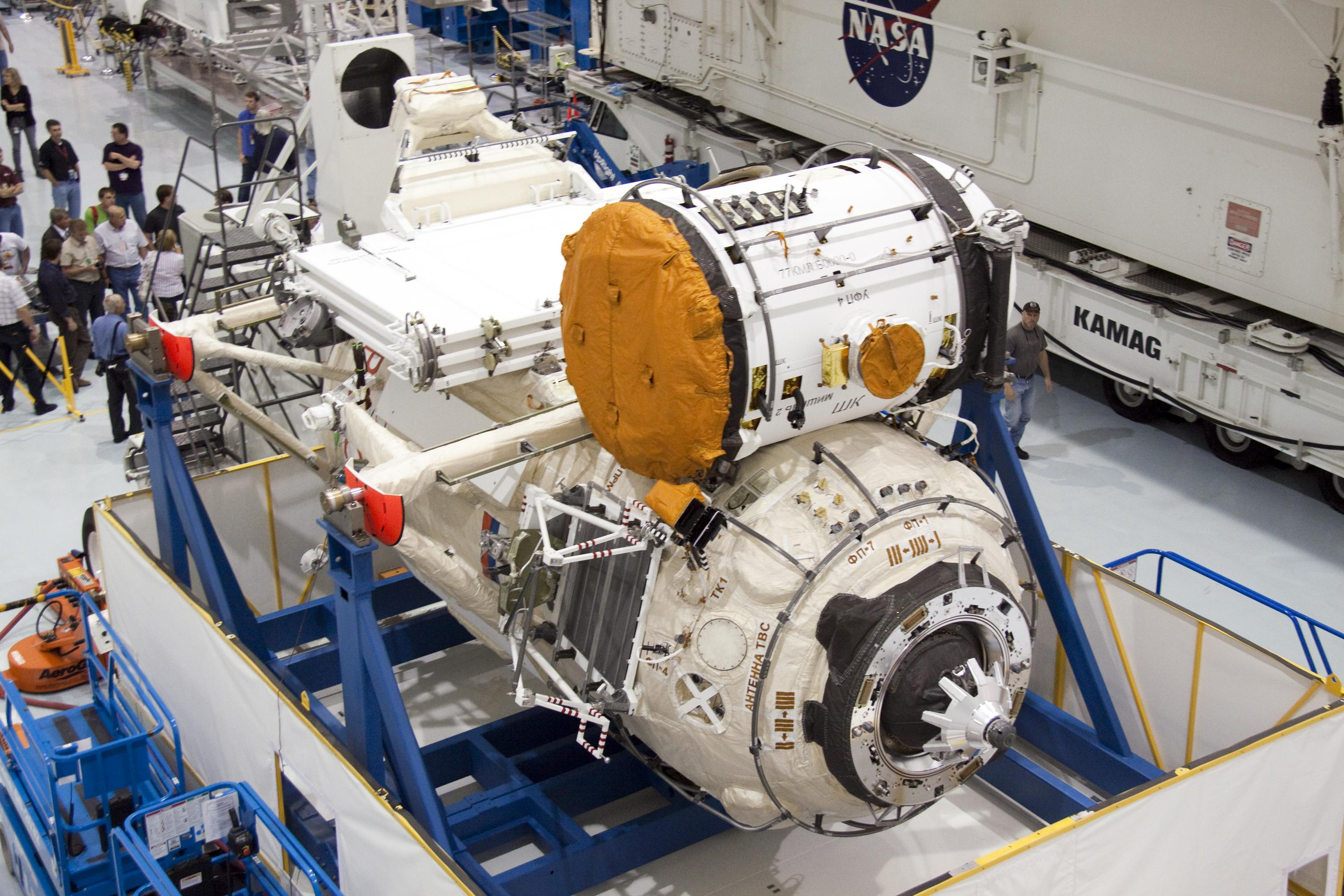